# Big Pussy Bonpensiero
Salvatore « Big Pussy » Bonpensiero, interprété par Vincent Pastore, est un personnage fictif de la série télévisée d'HBO Les Soprano. Big Pussy Bonpensiero, qui ne doit pas être confondu avec le mafieux « Little Pussy » Malenga, était un proche collaborateur et ami de Tony Soprano.
Big Pussy est très apprécié des autres mafieux, c'est l'un des boute-en-train de l'équipe, jamais à court de blagues. Cependant, c'est un traître. Arrêté par le FBI pour trafic de drogue, il accepte de devenir un informateur et de porter un micro en permanence. Il n'a alors de cesse de se faire apprécier de Tony pour recueillir le maximum de confidences. Face à un cas de conscience douloureux, il en vient à détester sa « famille » et à se prendre pour un justicier. Découvert par Tony, il subit le sort classique des traîtres mafieux démasqués, assassiné.